# Alfredo Álvarez-Calderón
Alfredo Álvarez-Calderón Roel (Lima, 15 de abril de 1882 - 17 de noviembre de 1974) fue un abogado y diplomático peruano.

## Biografía
Fue hijo de Manuel Álvarez-Calderón Roldán, sobrino de Andrés Álvarez-Calderón, conde de Álvarez-Calderón, y Elodia Adelina Roel Mendívil. 
Estudió en el Collège Gaillard en Lausana, Suiza; en el École Ozanam, en París, y en el St. Charles College, en Londres. Ingresó a la Universidad Nacional Mayor de San Marcos, y luego se trasladó a Estados Unidos donde estudió en la Columbian University (ahora Universidad George Washington), Washington D. C., obteniendo una maestría en Derecho y el grado de doctor.
En 1900, fue nombrado agregado, secretario y encargado de negocios de la embajada peruana en Washington D. C.. Fue miembro de la corte del Distrito de Columbia, EE. UU., en 1906, y de la corte de Lima, en 1909. En 1910, fue nombrado 1.er secretario de la embajada peruana en Buenos Aires y secretario de la delegación en el Congreso Panamericano de Buenos Aires.
En 1914, se casó con Mary Wells Biggs, con quien tuvo cuatro hijos.
En 1929, fue nombrado director de la Sociedad de la Beneficencia Pública de Lima y, en 1933, participó en la Conferencia Económica de Londres. Fue presidente del Instituto Cultural Peruano Norteamericano, 1939 a 1940, y delegado de la Conferencia Interamericana sobre Sistemas de Control Económico y Financiero en Washington D. C., 1942.
Fue miembro fundador, junto a su hermano José, del Yacht Club de Ancón, en 1938.

## Publicaciones
- El problema de la plata y el Convenio de Londres. 1934.
- Stabilem, an economic essay on postwar problems, connected with the project of the International Monetary Fund. 1944.